# Корф, Модест Модестович

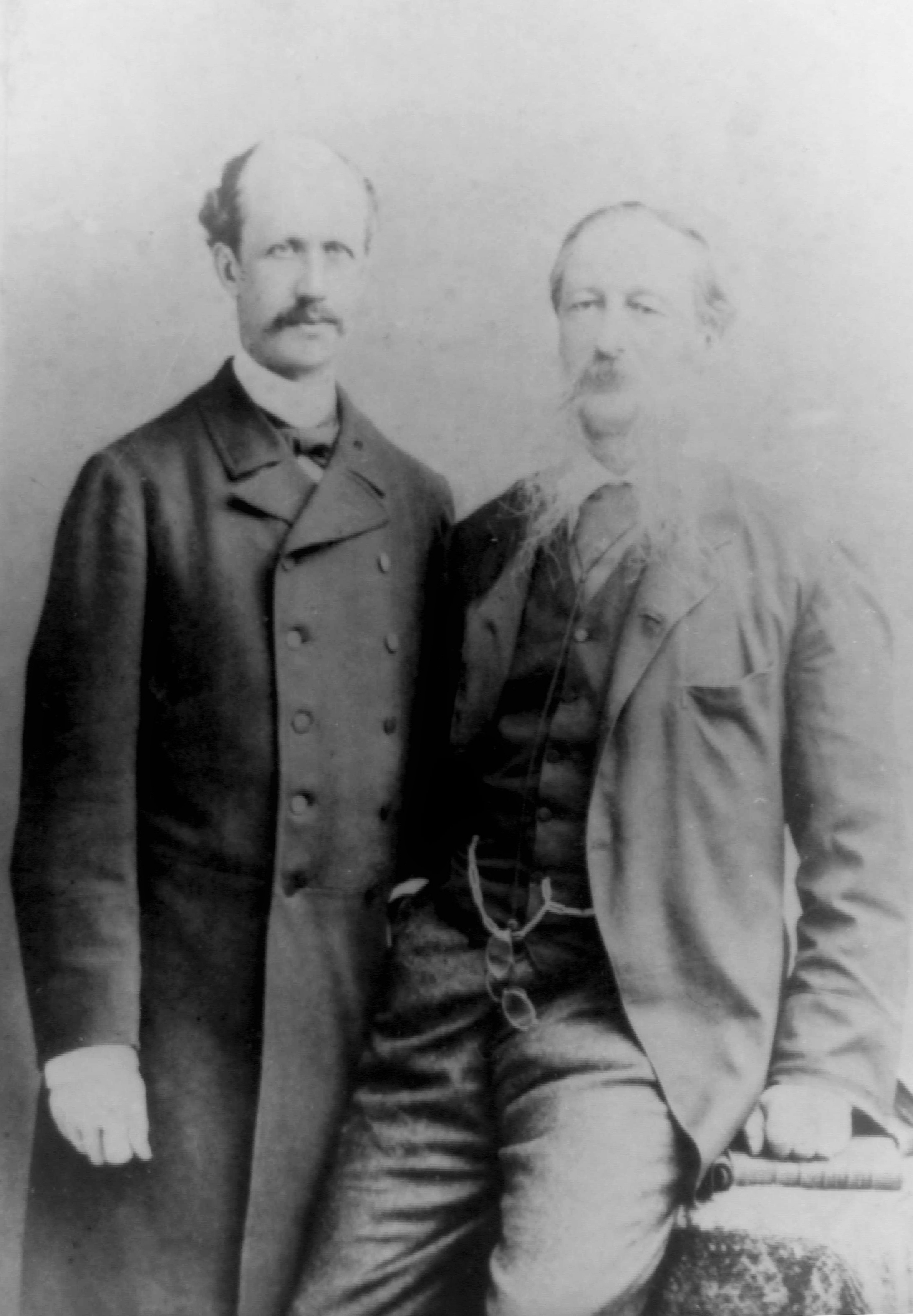
Модест Корф и Василий Пашков

Барон, затем с 1872 года граф Моде́ст Моде́стович Корф (30 июня (12 июля) 1842—9 ноября 1933 (1936?)) — российский религиозный деятель, статский советник, удостоенный придворного звания «в должности гофмейстера», последователь английского проповедника лорда Гренвилла Редстока. Один из основателей и лидеров движения евангельских христиан (в просторечии их звали «пашковцами»). Сын государственного деятеля и историка Модеста Андреевича Корфа.

## Биография
Благодаря своему происхождению (семья шведской, балтийской и российской придворной знати протестантской и православной веры) Модест Модестович получил хорошее образование, связи в высшем обществе, возможности для карьеры. В то же время он вырос богобоязненным человеком, посещал богослужения в православных храмах, регулярно исповедовался. 
В пятилетнем возрасте его представили царю, с тех пор он мечтал служить при дворе. С придворной жизнью он познакомился в 1865 году, когда вместе с отцом провел два месяца в квартире царского дворца в Царском Селе. В молодости он участвовал в распространении Библий от имени Британского и иностранного библейского общества. В то же время светская жизнь для него оставалась весьма привлекательной. В 1861 году он поступил на службу в Собственную Его Императорского Величества канцелярию и в 1865 году, будучи причисленым в чине титулярного советника к Государственной канцелярии, был удостоен придворного звания камер-юнкера. В дальнейшем придворная карьера Корфа развивалась стремительно. В 1867 году в чине коллежского асессора он был пожалован придворным званием «в должности церемониймейстера». В 1873 году его статский чин коллежского советника был дополнен придворным чином церемониймейстера. Уже в 1875 году он, являясь помощником статс-секретаря Государственного совета, был пожалован придворным званием «в должности гофмейстера».  
В 1874 году он познакомился с лордом Редстоком, проповедовавшим Евангелие среди петербургской аристократии. Общение с Редстоком привело его рождению свыше. После духовного перерождения он сам стал миссионером. Он проповедовал и в светских салонах, и в тюрьмах, и в приютах, и в ночлежках. В 1876 году Модест Модестович вместе с В. А. Пашковым организовал и возглавил Общество поощрения духовно-нравственного чтения, занимавшееся распространением Библий и духовной литературы, а также выпускавшее религиозный журнал «Русский рабочий». В 1878 году, когда вследствие правительственных гонений собрания евангельских верующих были запрещены, вместе с супругой открыл в Петербурге несколько швейных мастерских для бедных, в которых люди могли молиться и знакомиться с Евангелием. В конце 1870-х благодаря поездке в Швейцарию общался с иностранными баптистами и принял баптистское вероучение. 
В 1884 году вместе с В. А. Пашковым участвовал в подготовке и проведении в Петербурге съезда представителей различных евангельских течений России - баптистов, штундистов, меннонитов, близкой по взглядам части молокан и духоборов (всего около 100 человек). На шестой день съезда всех участников арестовали и доставили в Петропавловскую крепость. После пристрастных допросов их обвинили в хранении нелегальной литературы и выслали из Петербурга. От аристократов Пашкова и Корфа потребовали прекратить проповедническую деятельность, а после их отказа — в двухнедельный срок покинуть страну. Вскоре вышло распоряжение о прекращении деятельности Общества поощрения духовно-нравственного чтения.
Остаток жизни М. М. Корф провёл за границей, в основном, в Швейцарии. При этом Корф не был лишён чина статского советника и придворного звания «в должности гофмейстера», и числился на российской службе ещё в течение длительного времени после выезда из пределов Российской империи — вплоть до 1901 года.

## Сочинения
- Систематический свод предположений харьковских судебных чинов об упрощении судопроизводства в старых судебных местах. — [СПб., 186-?]. —  23 с.
- Краткая записка о мерах, принятых к исправлению и нравственному возрождению в Пруссии и Саксонии / Сост. б. М. М. К. — СПб., 1871. — [2], 58 с.
- Корф М. М. М. М. Корф и В. А. Пашков (Из воспоминаний Корфа) // Братский вестник. — 1947. — № 5. — С. 39-44.